# Siervas de Jesús de la Caridad
El Instituto Siervas de Jesús de la Caridad (en latín: Congregationis Sororum Servarum Iesu a Caritate) es una congregación religiosa católica femenina de derecho pontificio, fundada por la religiosa española María Josefa del Corazón de Jesús, el 25 de julio de 1871, en Bilbao. Las religiosas de este instituto son conocidas como Siervas de Jesús y posponen a sus nombres las siglas S.d.J.

## Historia

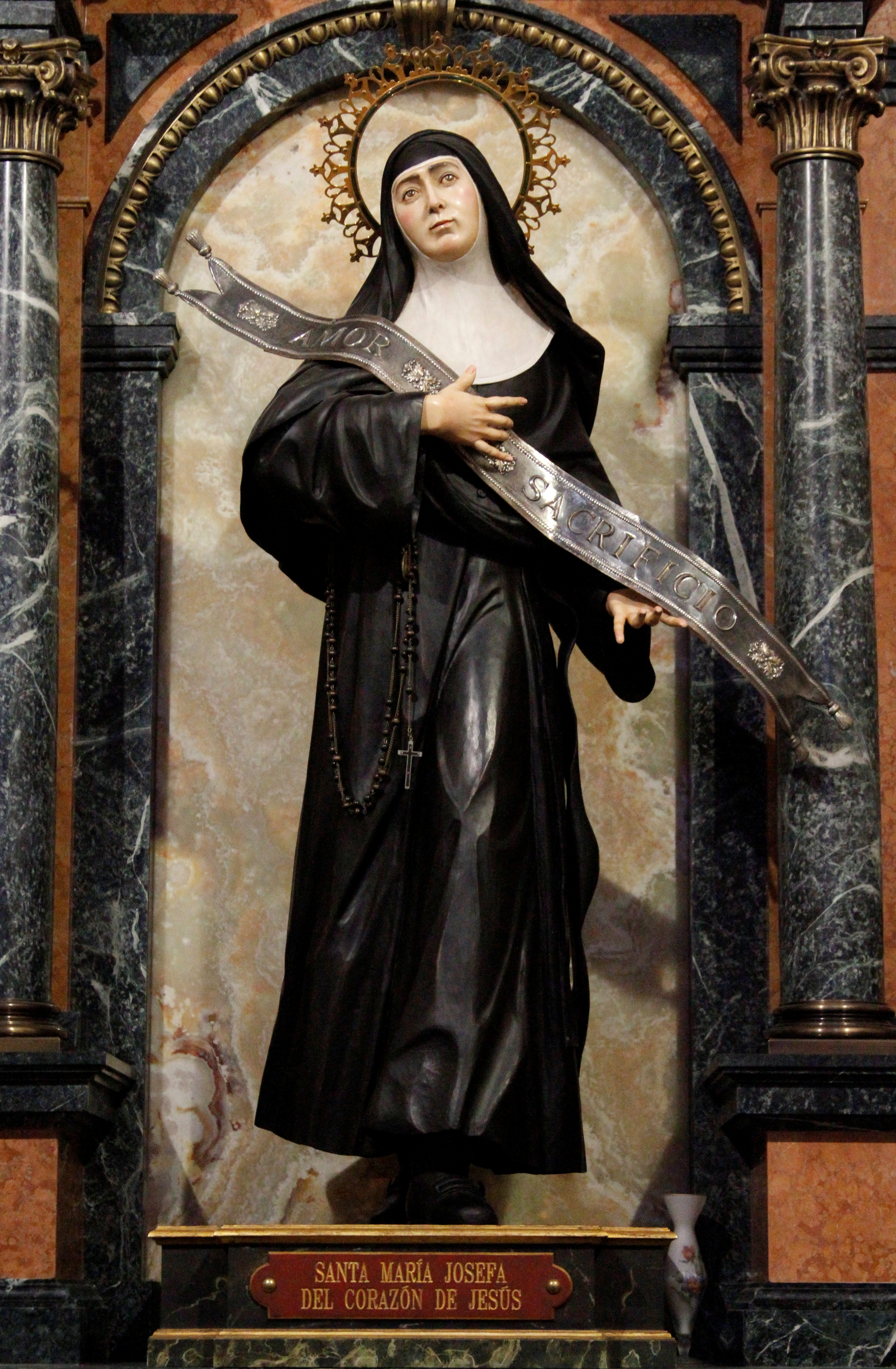
Santa María Josefa del Corazón de Jesús, Catedral de la Almudena. María Josefa, fundadora de la Congregación, fue canonizada por Juan Pablo II en el 2000.

María Josefa Sancho de Guerra, religiosa de las Siervas de María Ministras de los Enfermos, con el deseo de vivir una vida más contemplativa, decidió abandonar su congregación y el 25 de julio de 1871, fundó la Congregación Siervas de Jesús de la Caridad. El instituto pasó a ser una congregación de derecho diocesano con la aprobación del obispo de Vitoria. Desde entonces María Josefa, añade el apellido religioso del Corazón de Jesús.
Las Siervas de Jesús obtuvieron el decreto pontificio de alabanza el 31 de agosto de 1880, por medio del cual se convertían en una congregación religiosa de derecho pontificio. La aprobación definitiva la recibieron el 8 de enero de 1886, de manos del papa León XIII.
La espiritualidad y carisma de María Josefa se propagó en muchos países, especialmente en Europa y América. Otros movimientos eclesiales y congregaciones que se inspiran en la fundadora, forman hoy la llamada Familia Siervos de Jesús, compuesta por, además de las Siervas de Jesús, la Asociación Privada de Fieles de los Siervos de Jesús de la Caridad (compuestos por los laicos siervos de Jesús de la caridad y los laicos orantes siervos de Jesús) y las Asociación Privada de Fieles Santa María Josefa del Corazón de Jesús (laicas consagradas) y los Religiosos Siervos de Jesús de la Caridad (rama masculina de la congregación, fundados el 20 de marzo de 2004, en La Ceja, Antioquia-Colombia).

## Organización
Las Siervas de Jesús de la Caridad se dedican a la pastoral sanitaria, mediante el cuidado de ancianos y enfermos, en hospitales, clínicas, casas de reposo o a domicilio. Además de ello tienen otras obras de caridad, tales como comedores y guarderías. A la superiora general se le da el título de Madre general y es la sucesora de María Josefa del Corazón de Jesús. En la actualidad el cargo lo ostenta la religiosa española María Soledad García Ruiz, cuya residencia, la casa general, se encuentra en Roma.
En 2015, la congregación contaba con unas 914 religiosas y 92 comunidades, distribuidas en seis provincias, presentes en Argentina, Brasil, Camerún, Chile, Colombia, Cuba, Ecuador, España, Estados Unidos, Filipinas, Francia, Italia, México, Paraguay, Perú, Portugal y República Dominicana.